# دده (بازیکن فوتبال، زاده ۱۹۸۸)
اندرسون ویتال داسیلوا (انگلیسی: Anderson Vital da Silva)که به نام دِدِه (به پرتغالی: Dedé)نیز شناخته میشود؛ زادهٔ ۱ ژوئیهٔ ۱۹۸۸) یک بازیکن فوتبال اهل برزیل است.
وی همچنین در تیم ملی فوتبال برزیل بازی کرده است.